# 全米映画俳優組合賞アンサンブル賞 (コメディシリーズ)
全米映画俳優組合賞アンサンブル賞・コメディシリーズ部門（ぜんべいえいがはいゆうくみあいしょうアンサンブルしょう・コメディシリーズぶもん、Screen Actors Guild Award for Outstanding Performance by an Ensemble in a Comedy Series）は、映画俳優組合が与える賞の一つである。

## 受賞とノミネート

### 1990年代
| 年                                    | シリーズ名 | 俳優 |
| ------------------------------------- | --- | ---- |
| 1994 （第1回）                        | |      |
| 『となりのサインフェルド』            | ジェイソン・アレクサンダー、ジュリア・ルイス＝ドレイファス、マイケル・リチャーズ、ジェリー・サインフェルド |      |
| 『そりゃないぜ!? フレイジャー』       | ペリ・ギルピン、ケルシー・グラマー、ジェーン・リーヴス、ジョン・マホーニー、デヴィッド・ハイド・ピアース |      |
| 『あなたにムチュー』                  | ヘレン・ハント、リーラ・ケンズル、リチャード・カインド、ジョン・パンクロー、アン・ラムゼイ、ポール・ライザー |      |
| 『TVキャスター マーフィー・ブラウン』 | キャンディス・バーゲン、パット・コーレイ、フェイス・フォード、チャールズ・キンブロー、ジョー・レガルブート、グラント・ショード |      |
| 『たどりつけばアラスカ』              | ダーレン・E・バロウズ、ジョン・コーベット、バリー・コービン、ジョン・カラム、シンシア・ギアリー、エレイン・マイルズ、ロブ・モロー、ペグ・フィリップス、テリー・ポロ、ポール・プロヴェンザ、ジャニン・ターナー                            |      |
| 1995 （第2回）                        | |      |
| 『フレンズ』                          | ジェニファー・アニストン、コートニー・コックス、リサ・クドロー、マット・ルブランク、マシュー・ペリー、デヴィッド・シュワイマー |      |
| Cybill                                | クリスティーン・バランスキー、ディディ・ファイファー、アラン・ローゼンバーグ、シビル・シェパード、アリシア・ウィット、トム・ウォパット                                                                                                   |      |
| 『そりゃないぜ!? フレイジャー』       | ダン・バトラー、ペリ・ギルピン、ケルシー・グラマー、ジェーン・リーヴス、ジョン・マホーニー、デヴィッド・ハイド・ピアース |      |
| 『あなたにムチュー』                  | ヘレン・ハント、リーラ・ケンズル、ジョン・パンクロー、アン・ラムゼイ、ポール・ライザー |      |
| 『となりのサインフェルド』            | ジェイソン・アレクサンダー、ジュリア・ルイス＝ドレイファス、マイケル・リチャーズ、ジェリー・サインフェルド |      |
| 1996 （第3回）                        | |      |
| 『となりのサインフェルド』            | ジェイソン・アレクサンダー、ジュリア・ルイス＝ドレイファス、マイケル・リチャーズ、ジェリー・サインフェルド |      |
| 3rd Rock from the Sun                 | ジェーン・カーティン、ジョゼフ・ゴードン＝レヴィット、クリステン・ジョンストン、ジョン・リスゴー、フレンチ・スチュワート |      |
| 『そりゃないぜ!? フレイジャー』       | ダン・バトラー、ペリ・ギルピン、ケルシー・グラマー、ジェーン・リーヴス、ジョン・マホーニー、デヴィッド・ハイド・ピアース |      |
| 『あなたにムチュー』                  | ヘレン・ハント、リーラ・ケンズル、ジョン・パンクロー、アン・ラムゼイ、ポール・ライザー |      |
| Remember WENN                         | トム・ベケット、ジョージ・ホール、マーガレット・ホール、ジョン・ベッドフォード・ロイド、メリンダ・マリンズ、クリストファー・マーニー、アマンダ・ノートン、ヒュー・オゴーマン、ケヴィン・オルーク、ディナ・ウォーターズ、メリー・スタウト |      |
| 1997 （第4回）                        | |      |
| 『となりのサインフェルド』            | ジェイソン・アレクサンダー、ジュリア・ルイス＝ドレイファス、マイケル・リチャーズ、ジェリー・サインフェルド |      |
| 3rd Rock from the Sun                 | ジェーン・カーティン、ジョゼフ・ゴードン＝レヴィット、クリステン・ジョンストン、シンビ・カリ、ウェイン・ナイト、ジョン・リスゴー、フレンチ・スチュワート、エルマリー・ウェンデル                                                         |      |
| 『アリー my Love』                    | ギル・ベローズ、リサ・ニコル・カールソン、キャリスタ・フロックハート、グレッグ・ジャーマン、ジェーン・クラコウスキー、コートニー・ソーン＝スミス                                                                                         |      |
| 『そりゃないぜ!? フレイジャー』       | ダン・バトラー、ペリ・ギルピン、ケルシー・グラマー、ジェーン・リーヴス、ジョン・マホーニー、デヴィッド・ハイド・ピアース |      |
| 『あなたにムチュー』                  | ロビン・バートレット、シンシア・ハリス、ヘレン・ハント、リーラ・ケンズル、ジョン・パンクロー、ポール・ライザー、ルイス・ゾリック |      |
| 1998 （第5回）                        | |      |
| 『アリー my Love』                    | ギル・ベローズ、リサ・ニコル・カールソン、ポーシャ・デ・ロッシ、キャリスタ・フロックハート、グレッグ・ジャーマン、ジェーン・クラコウスキー、ルーシー・リュー、ピーター・マクニコル、ヴォンダ・シェパード、コートニー・ソーン＝スミス     |      |
| 3rd Rock from the Sun                 | ジェーン・カーティン、ジョゼフ・ゴードン＝レヴィット、クリステン・ジョンストン、シンビ・カリ、ウェイン・ナイト、ジョン・リスゴー、フレンチ・スチュワート、エルマリー・ウェンデル                                                         |      |
| 『HEY!レイモンド』                    | ピーター・ボイル、ブラッド・ギャレット、パトリシア・ヒートン、ドリス・ロバーツ、レイ・ロマーノ、マディリン・スウィーテン |      |
| 『そりゃないぜ!? フレイジャー』       | ダン・バトラー、ペリ・ギルピン、ケルシー・グラマー、ジェーン・リーヴス、ジョン・マホーニー、デヴィッド・ハイド・ピアース |      |
| 『フレンズ』                          | ジェニファー・アニストン、コートニー・コックス、リサ・クドロー、マット・ルブランク、マシュー・ペリー、デヴィッド・シュワイマー |      |
| 1999 （第6回）                        | |      |
| 『そりゃないぜ!? フレイジャー』       | ダン・バトラー、ペリ・ギルピン、ケルシー・グラマー、ジェーン・リーヴス、ジョン・マホーニー、デヴィッド・ハイド・ピアース |      |
| 『アリー my Love』                    | ギル・ベローズ、リサ・ニコル・カールソン、ポーシャ・デ・ロッシ、キャリスタ・フロックハート、グレッグ・ジャーマン、ジェーン・クラコウスキー、ルーシー・リュー、ピーター・マクニコル、ヴォンダ・シェパード、コートニー・ソーン＝スミス     |      |
| 『HEY!レイモンド』                    | ピーター・ボイル、ブラッド・ギャレット、パトリシア・ヒートン、ドリス・ロバーツ、レイ・ロマーノ、マディリン・スウィーテン |      |
| 『フレンズ』                          | ジェニファー・アニストン、コートニー・コックス、リサ・クドロー、マット・ルブランク、マシュー・ペリー、デヴィッド・シュワイマー |      |
| Sports Night                          | ジョシュ・チャールズ、ロバート・ギローム、フェリシティ・ハフマン、ピーター・クラウス、サブリナ・ロイド、ジョシュア・マリーナ |      |

### 2000年代
| 年                                      | シリーズ名 | 俳優 |
| --------------------------------------- | --- | ---- |
| 2000 （第7回）                          | |      |
| 『ふたりは友達? ウィル&グレイス』       | ショーン・ヘイズ、エリック・マコーマック、デブラ・メッシング、メーガン・ムラーリー |      |
| 『アリー my Love』                      | リサ・ニコル・カールソン、ポーシャ・デ・ロッシ、ロバート・ダウニー・Jr、キャリスタ・フロックハート、グレッグ・ジャーマン、ジェーン・クラコウスキー、ジェームズ・レグロス、ルーシー・リュー、ピーター・マクニコル、ヴォンダ・シェパード |      |
| 『そりゃないぜ!? フレイジャー』         | ペリ・ギルピン、ケルシー・グラマー、ジェーン・リーヴス、ジョン・マホーニー、デヴィッド・ハイド・ピアース |      |
| 『フレンズ』                            | ジェニファー・アニストン、コートニー・コックス、リサ・クドロー、マット・ルブランク、マシュー・ペリー、デヴィッド・シュワイマー |      |
| 『セックス・アンド・ザ・シティ』        | キム・キャトラル、クリスティン・デイヴィス、シンシア・ニクソン、サラ・ジェシカ・パーカー |      |
| 2001 （第8回）                          | |      |
| 『セックス・アンド・ザ・シティ』        | キム・キャトラル、クリスティン・デイヴィス、シンシア・ニクソン、サラ・ジェシカ・パーカー |      |
| 『HEY!レイモンド』                      | ピーター・ボイル、ブラッド・ギャレット、パトリシア・ヒートン、ドリス・ロバーツ、レイ・ロマーノ、マディリン・スウィーテン |      |
| 『そりゃないぜ!? フレイジャー』         | ペリ・ギルピン、ケルシー・グラマー、ジェーン・リーヴス、ジョン・マホーニー、デヴィッド・ハイド・ピアース |      |
| 『フレンズ』                            | ジェニファー・アニストン、コートニー・コックス、リサ・クドロー、マット・ルブランク、マシュー・ペリー、デヴィッド・シュワイマー |      |
| 『ふたりは友達? ウィル&グレイス』       | ショーン・ヘイズ、エリック・マコーマック、デブラ・メッシング、シェリー・モリソン、メーガン・ムラーリー |      |
| 2002 （第9回）                          | |      |
| 『HEY!レイモンド』                      | ピーター・ボイル、ブラッド・ギャレット、パトリシア・ヒートン、ドリス・ロバーツ、レイ・ロマーノ、マディリン・スウィーテン |      |
| 『そりゃないぜ!? フレイジャー』         | ペリ・ギルピン、ケルシー・グラマー、ジェーン・リーヴス、ジョン・マホーニー、デヴィッド・ハイド・ピアース |      |
| 『フレンズ』                            | ジェニファー・アニストン、コートニー・コックス、リサ・クドロー、マット・ルブランク、マシュー・ペリー、デヴィッド・シュワイマー |      |
| 『セックス・アンド・ザ・シティ』        | キム・キャトラル、クリスティン・デイヴィス、シンシア・ニクソン、サラ・ジェシカ・パーカー |      |
| 『ふたりは友達? ウィル&グレイス』       | ショーン・ヘイズ、エリック・マコーマック、デブラ・メッシング、シェリー・モリソン、メーガン・ムラーリー |      |
| 2003 （第10回）                         | |      |
| 『セックス・アンド・ザ・シティ』        | キム・キャトラル、クリスティン・デイヴィス、シンシア・ニクソン、サラ・ジェシカ・パーカー |      |
| 『HEY!レイモンド』                      | ピーター・ボイル、ブラッド・ギャレット、パトリシア・ヒートン、ドリス・ロバーツ、レイ・ロマーノ、マディリン・スウィーテン |      |
| 『そりゃないぜ!? フレイジャー』         | ペリ・ギルピン、ケルシー・グラマー、ジェーン・リーヴス、ジョン・マホーニー、デヴィッド・ハイド・ピアース |      |
| 『フレンズ』                            | ジェニファー・アニストン、コートニー・コックス、リサ・クドロー、マット・ルブランク、マシュー・ペリー、デヴィッド・シュワイマー |      |
| 『ふたりは友達? ウィル&グレイス』       | ショーン・ヘイズ、エリック・マコーマック、デブラ・メッシング、メーガン・ムラーリー |      |
| 2004 （第11回）                         | |      |
| 『デスパレートな妻たち』                | アンドレア・ボーウェン、リカルド・アントニオ・チャビラ、マーシャ・クロス、スティーヴン・カルプ、ジェームズ・デントン、テリー・ハッチャー、フェリシティ・ハフマン、コーディ・カッシュ、エヴァ・ロンゴリア、ジェシー・メトカーフ、マーク・モーゼス、ニコレット・シェリダン、ブレンダ・ストロング |      |
| 『アレステッド・ディベロプメント』      | ウィル・アーネット、ジェイソン・ベイトマン、マイケル・セラ、デヴィッド・クロス、ポーシャ・デ・ロッシ、トニー・ヘイル、アリア・ショウカット、ジェフリー・タンバー、ジェシカ・ウォルター |      |
| 『HEY!レイモンド』                      | ピーター・ボイル、ブラッド・ギャレット、パトリシア・ヒートン、モニカ・ホラン、ドリス・ロバーツ、レイ・ロマーノ、マディリン・スウィーテン |      |
| 『セックス・アンド・ザ・シティ』        | キム・キャトラル、クリスティン・デイヴィス、シンシア・ニクソン、サラ・ジェシカ・パーカー |      |
| 『ふたりは友達? ウィル&グレイス』       | ショーン・ヘイズ、エリック・マコーマック、デブラ・メッシング、メーガン・ムラーリー |      |
| 2005 （第12回）                         | |      |
| 『デスパレートな妻たち』                | ロジャー・バート、アンドレア・ボーウェン、メカッド・ブルックス、リカルド・アントニオ・チャビラ、マーシャ・クロス、スティーヴン・カルプ、ジェームズ・デントン、テリー・ハッチャー、フェリシティ・ハフマン、ブレント・キンズマン、シェイン・キンズマン、エヴァ・ロンゴリア、マーク・モーゼス、ダグ・サヴァント、ニコレット・シェリダン、ブレンダ・ストロング、アルフレ・ウッダード |      |
| 『アレステッド・ディベロプメント』      | ウィル・アーネット、ジェイソン・ベイトマン、マイケル・セラ、デヴィッド・クロス、ポーシャ・デ・ロッシ、トニー・ヘイル、アリア・ショウカット、ジェフリー・タンバー、ジェシカ・ウォルター |      |
| 『ボストン・リーガル』                  | ルネ・オーベルジョノワ、ライアン・ミシェル・ベイズ、キャンディス・バーゲン、ジュリー・ボーウェン、ジャスティン・メンテル、ローナ・ミトラ、モニカ・ポッター、ウィリアム・シャトナー、ジェームズ・スペイダー、マーク・バレー |      |
| 『ラリーのミッドライフ★クライシス』     | シェリー・バーマン、ラリー・デヴィッド、スージー・エスマン、ジェフ・ガーリン、シェリル・ハインズ、リチャード・ルイス |      |
| 『マイネーム・イズ・アール』            | ジェイソン・リー、ジェイミー・プレスリー、エディ・スティープルズ、イーサン・サプリー、ナディーン・ベラスケス |      |
| 2006 （第13回）                         | |      |
| 『ザ・オフィス』                        | レスリー・デヴィッド・ベイカー、ブライアン・バウムガートナー、スティーヴ・カレル、デヴィッド・デンマン、ジェンナ・フィッシャー、ケイト・フラナリー、メロラ・ハーディン、ミンディ・カリング、アンジェラ・キンゼイ、ジョン・クラシンスキー、ポール・リーベルシュタイン、B・J・ノヴァク、オスカー・ヌニェス、フィリス・スミス、レイン・ウィルソン |      |
| 『デスパレートな妻たち』                | アンドレア・ボーウェン、メカッド・ブルックス、リカルド・アントニオ・チャビラ、マーシャ・クロス、ジェームズ・デントン、テリー・ハッチャー、ジョシュ・ヘンダーソン、ゼーン・ヒュエット、フェリシティ・ハフマン、キャスリン・ジューステン、ナショーン・キヤース、ブレント・キンズマン、シェイン・キンズマン、ジョイ・ローレン、エヴァ・ロンゴリア、カイル・マクラクラン、ローリー・メトカーフ、ショーン・パイフロム、ダグ・サヴァント、ダグレイ・スコット、ニコレット・シェリダン、ブレンダ・ストロング、キルスティン・ウォーレン、アルフレ・ウッダード                              |      |
| 『アントラージュ★オレたちのハリウッド』 | ケヴィン・コナリー、ケヴィン・ディロン、ジェリー・フェレーラ、エイドリアン・グレニアー、レックス・リー、デビ・メイザー、ジェレミー・ピヴェン、ペリー・リーヴス |      |
| 『アグリー・ベティ』                    | アラン・デール、アメリカ・フェレーラ、マーク・インデリカート、アシュリー・ジェンセン、エリック・メビウス、ベッキー・ニュートン、アナ・オルティス、トニー・プラナ、ケヴィン・サスマン、マイケル・ユーリー、ヴァネッサ・ウィリアムス |      |
| 『Weeds ママの秘密』                    | マーティン・ドノヴァン、アレクサンダー・グールド、ジャスティン・カーク、ロマニー・マルコ、ケヴィン・ニーロン、メアリー＝ルイーズ・パーカー、ハンター・パリッシュ、トーニェ・パタノ、エリザベス・パーキンス |      |
| 2007 （第14回）                         | |      |
| 『ザ・オフィス』                        | レスリー・デヴィッド・ベイカー、ブライアン・バウムガートナー、スティーヴ・カレル、デヴィッド・デンマン、ジェンナ・フィッシャー、ケイト・フラナリー、メロラ・ハーディン、ミンディ・カリング、アンジェラ・キンゼイ、ジョン・クラシンスキー、ポール・リーベルシュタイン、B・J・ノヴァク、オスカー・ヌニェス、フィリス・スミス、レイン・ウィルソン |      |
| 『デスパレートな妻たち』                | アンドレア・ボーウェン、リカルド・アントニオ・チャビラ、マーシャ・クロス、ダナ・デラニー、ジェームズ・デントン、ネイサン・フィリオン、リンジー・フォンセカ、レイチェル・G・フォックス、テリー・ハッチャー、ゼーン・ヒュエット、フェリシティ・ハフマン、キャスリン・ジューステン、ブレント・キンズマン、シェイン・キンズマン、ジョイ・ローレン、エヴァ・ロンゴリア、カイル・マクラクラン、ショーン・パイフロム、ダグ・サヴァント、ダグレイ・スコット、ニコレット・シェリダン、ジョン・スラッテリー、ブレンダ・ストロング                                                           |      |
| 『アントラージュ★オレたちのハリウッド』 | ケヴィン・コナリー、ケヴィン・ディロン、ジェリー・フェレーラ、エイドリアン・グレニアー、レックス・リー、デビ・メイザー、ジェレミー・ピヴェン、ペリー・リーヴス |      |
| 『30 ROCK/サーティー・ロック』          | スコット・アツィット、アレック・ボールドウィン、カトリーナ・ボウデン、ケヴィン・ブラウン、グリズ・チャップマン、ティナ・フェイ、ジュダ・フリードランダー、ジェーン・クラコウスキー、ジャック・マクブレイヤー、トレイシー・モーガン、モーリク・パンチョリー、キース・パウエル、ロニー・ロス |      |
| 『アグリー・ベティ』                    | アラン・デール、アメリカ・フェレーラ、マーク・インデリカート、アシュリー・ジェンセン、エリック・メビウス、ベッキー・ニュートン、アナ・オルティス、トニー・プラナ、ケヴィン・サスマン、マイケル・ユーリー、ヴァネッサ・ウィリアムス |      |
| 2008 （第15回）                         | |      |
| 『30 ROCK/サーティー・ロック』          | スコット・アツィット、アレック・ボールドウィン、カトリーナ・ボウデン、ティナ・フェイ、ジュダ・フリードランダー、ジェーン・クラコウスキー、ジャック・マクブレイヤー、トレイシー・モーガン、キース・パウエル |      |
| 『デスパレートな妻たち』                | ケンダル・アップルゲイト、アンドレア・ボーウェン、チャールズ・カーヴァー、マックス・カーヴァー、リカルド・アントニオ・チャビラ、マーシャ・クロス、ダナ・デラニー、ジェームズ・デントン、リンジー・フォンセカ、レイチェル・G・フォックス、テリー・ハッチャー、ゼーン・ヒュエット、フェリシティ・ハフマン、キャスリン・ジューステン、ブレント・キンズマン、シェイン・キンズマン、ジョイ・ローレン、エヴァ・ロンゴリア、カイル・マクラクラン、ニール・マクドノー、ジョシュア・ローガン・ムーア、ショーン・パイフロム、ダグ・サヴァント、ニコレット・シェリダン、ブレンダ・ストロング |      |
| 『アントラージュ★オレたちのハリウッド』 | ケヴィン・コナリー、ケヴィン・ディロン、ジェリー・フェレーラ、エイドリアン・グレニアー、レックス・リー、ジェレミー・ピヴェン、ペリー・リーヴス |      |
| 『ザ・オフィス』                        | レスリー・デヴィッド・ベイカー、ブライアン・バウムガートナー、クリード・ブラットン、スティーヴ・カレル、ジェンナ・フィッシャー、ケイト・フラナリー、メロラ・ハーディン、エド・ヘルムズ、ミンディ・カリング、アンジェラ・キンゼイ、ジョン・クラシンスキー、ポール・リーベルシュタイン、B・J・ノヴァク、オスカー・ヌニェス、クレイグ・ロビンソン、フィリス・スミス、レイン・ウィルソン |      |
| 『Weeds ママの秘密』                    | デミアン・ビチル、ジュリー・ボーウェン、エンリケ・カスティロ、ギレルモ・ディアス、アレクサンダー・グールド、アリー・グラント、ジャスティン・カーク、ヘムキー・マデーラ、アンディ・ミルダー、ケヴィン・ニーロン、メアリー＝ルイーズ・パーカー、ハンター・パリッシュ、エリザベス・パーキンス、ジャック・ステーリン |      |
| 2009 （第16回）                         | |      |
| 『glee/グリー』                         | ディアナ・アグロン、クリス・コルファー、パトリック・ギャラガー、ジェサリン・ギルシグ、ジェーン・リンチ、ジェイマ・メイズ、ケヴィン・マクヘイル、リア・ミシェル、コリー・モンティス、ヘザー・モリス、マシュー・モリソン、アンバー・ライリー、ナヤ・リヴェラ、マーク・サリング、ハリー・シャム・Jr、ジョシュ・サスマン、ディジョン・タルトン、イクバル・テバ、ジェナ・アウシュコウィッツ |      |
| 『30 ROCK/サーティー・ロック』          | スコット・アツィット、アレック・ボールドウィン、カトリーナ・ボウデン、ケヴィン・ブラウン、グリズ・チャップマン、ティナ・フェイ、ジュダ・フリードランダー、ジェーン・クラコウスキー、ジャック・マクブレイヤー、トレイシー・モーガン、キース・パウエル |      |
| 『ラリーのミッドライフ★クライシス』     | ラリー・デヴィッド、スージー・エスマン、ジェフ・ガーリン、シェリル・ハインズ |      |
| 『モダン・ファミリー』                  | ジュリー・ボーウェン、タイ・バーレル、ジェシー・タイラー・ファーガソン、ノーラン・グールド、サラ・ハイランド、エド・オニール、リコ・ロドリゲス、エリック・ストーンストリート、ソフィア・ベルガラ、アリエル・ウィンター |      |
| 『ザ・オフィス』                        | レスリー・デヴィッド・ベイカー、ブライアン・バウムガートナー、クリード・ブラットン、スティーヴ・カレル、ジェンナ・フィッシャー、ケイト・フラナリー、エド・ヘルムズ、ミンディ・カリング、エリー・ケンパー、アンジェラ・キンゼイ、ジョン・クラシンスキー、ポール・リーベルシュタイン、B・J・ノヴァク、オスカー・ヌニェス、クレイグ・ロビンソン、フィリス・スミス、レイン・ウィルソン |      |

### 2010年代
| 年                                               | シリーズ名 | 俳優 |
| ------------------------------------------------ | --- | ---- |
| 2010 （第17回）                                  | |      |
| 『モダン・ファミリー』                           | ジュリー・ボーウェン、タイ・バーレル、ジェシー・タイラー・ファーガソン、ノーラン・グールド、サラ・ハイランド、エド・オニール、リコ・ロドリゲス、エリック・ストーンストリート、ソフィア・ベルガラ、アリエル・ウィンター |      |
| 『30 ROCK/サーティー・ロック』                   | スコット・アツィット、アレック・ボールドウィン、カトリーナ・ボウデン、ケヴィン・ブラウン、グリズ・チャップマン、ティナ・フェイ、ジュダ・フリードランダー、ジェーン・クラコウスキー、ジョン・ラッツ、ジャック・マクブレイヤー、トレイシー・モーガン、モーリク・パンチョリー、キース・パウエル |      |
| 『glee/グリー』                                  | マックス・アドラー、ディアナ・アグロン、クリス・コルファー、ジェーン・リンチ、ジェイマ・メイズ、ケヴィン・マクヘイル、リア・ミシェル、コリー・モンティス、ヘザー・モリス、マシュー・モリソン、マイク・オマリー、アンバー・ライリー、ナヤ・リヴェラ、マーク・サリング、ハリー・シャム・Jr、イクバル・テバ、ジェナ・アウシュコウィッツ |      |
| Hot in Cleveland                                 | ヴァレリー・バーティネリ、ジェーン・リーヴス、ウェンディ・マリック、ベティ・ホワイト |      |
| 『ザ・オフィス』                                 | レスリー・デヴィッド・ベイカー、ブライアン・バウムガートナー、クリード・ブラットン、スティーヴ・カレル、ジェンナ・フィッシャー、ケイト・フラナリー、エド・ヘルムズ、ミンディ・カリング、エリー・ケンパー、アンジェラ・キンゼイ、ジョン・クラシンスキー、ポール・リーベルシュタイン、B・J・ノヴァク、オスカー・ヌニェス、クレイグ・ロビンソン、フィリス・スミス、レイン・ウィルソン、ザック・ウッズ |      |
| 2011 （第18回）                                  | |      |
| 『モダン・ファミリー』                           | オーブリー・アンダーソン＝エモンズ、ジュリー・ボーウェン、タイ・バーレル、ジェシー・タイラー・ファーガソン、ノーラン・グールド、サラ・ハイランド、エド・オニール、リコ・ロドリゲス、エリック・ストーンストリート、ソフィア・ベルガラ、アリエル・ウィンター |      |
| 『30 ROCK/サーティー・ロック』                   | スコット・アツィット、アレック・ボールドウィン、カトリーナ・ボウデン、ケヴィン・ブラウン、グリズ・チャップマン、ティナ・フェイ、ジュダ・フリードランダー、ジェーン・クラコウスキー、ジョン・ラッツ、ジャック・マクブレイヤー、トレイシー・モーガン、モーリク・パンチョリー、キース・パウエル |      |
| 『ビッグバン★セオリー/ギークなボクらの恋愛法則』 | メイム・ビアリク、ケイリー・クオコ、ジョニー・ガレッキ、サイモン・ヘルバーク、クナル・ネイヤー、ジム・パーソンズ、メリッサ・ローチ |      |
| 『glee/グリー』                                  | ディアナ・アグロン、クリス・コルファー、ダレン・クリス、アシュリー・フィンク、ドット・マリー・ジョーンズ、ジェーン・リンチ、ジェイマ・メイズ、ケヴィン・マクヘイル、リア・ミシェル、コリー・モンティス、ヘザー・モリス、マシュー・モリソン、マイク・オマリー、コード・オーバーストリート、ローレン・ポッター、アンバー・ライリー、ナヤ・リヴェラ、マーク・サリング、ハリー・シャム・Jr、イクバル・テバ、ジェナ・アウシュコウィッツ |      |
| 『ザ・オフィス』                                 | レスリー・デヴィッド・ベイカー、ブライアン・バウムガートナー、クリード・ブラットン、スティーヴ・カレル、ジェンナ・フィッシャー、ケイト・フラナリー、エド・ヘルムズ、ミンディ・カリング、エリー・ケンパー、アンジェラ・キンゼイ、ジョン・クラシンスキー、ポール・リーベルシュタイン、B・J・ノヴァク、オスカー・ヌニェス、クレイグ・ロビンソン、ジェームズ・スペイダー、フィリス・スミス、レイン・ウィルソン、ザック・ウッズ |      |
| 2012 （第19回）                                  | |      |
| 『モダン・ファミリー』                           | オーブリー・アンダーソン＝エモンズ、ジュリー・ボーウェン、タイ・バーレル、ジェシー・タイラー・ファーガソン、ノーラン・グールド、サラ・ハイランド、エド・オニール、リコ・ロドリゲス、エリック・ストーンストリート、ソフィア・ベルガラ、アリエル・ウィンター |      |
| 『30 ROCK/サーティー・ロック』                   | スコット・アツィット、アレック・ボールドウィン、ティナ・フェイ、ジュダ・フリードランダー、ジェーン・クラコウスキー、ジャック・マクブレイヤー、トレイシー・モーガン |      |
| 『ビッグバン★セオリー/ギークなボクらの恋愛法則』 | メイム・ビアリク、ケイリー・クオコ、ジョニー・ガレッキ、サイモン・ヘルバーク、クナル・ネイヤー、ジム・パーソンズ、メリッサ・ローチ |      |
| 『glee/グリー』                                  | ディアナ・アグロン、クリス・コルファー、ダレン・クリス、サミュエル・ラーセン、ヴァネッサ・レンジーズ、ジェーン・リンチ、ジェイマ・メイズ、ケヴィン・マクヘイル、リア・ミシェル、コリー・モンティス、ヘザー・モリス、マシュー・モリソン、アレックス・ニューウェル、コード・オーバーストリート、アンバー・ライリー、ナヤ・リヴェラ、マーク・サリング、ハリー・シャム・ジュニア、ジェナ・アウシュコウィッツ |      |
| 『ナース・ジャッキー』                           | マッケンジー・アラドジェム、イヴ・ベスト、ジェイク・カナヴェイル、ボビー・カナヴェイル、ピーター・ファシネリ、イーディ・ファルコ、ドミニク・フムザ、アルジュン・グプタ、レニー・ジェイコブソン、ルビー・ジェアリンズ、ポール・シュルツ、アンナ・ディーヴァー・スミス、ステファン・ウォレン、メリット・ウェヴァー |      |
| 『ザ・オフィス』                                 | レスリー・デヴィッド・ベイカー、ブライアン・バウムガートナー、クリード・ブラットン、クラーク・デューク、ジェンナ・フィッシャー、ケイト・フラナリー、エド・ヘルムズ、ミンディ・カリング、エリー・ケンパー、アンジェラ・キンゼイ、ジョン・クラシンスキー、ジェイク・レイシー、ポール・リーベルシュタイン、B・J・ノヴァク、オスカー・ヌニェス、クレイグ・ロビンソン、フィリス・スミス、キャサリン・テイト、レイン・ウィルソン |      |
| 2013 （第20回）                                  | |      |
| 『モダン・ファミリー』                           | オーブリー・アンダーソ＝エモンズ、ジュリー・ボーウェン、タイ・バーレル、ジェシー・タイラー・ファーガソン、ノーラン・グールド、サラ・ハイランド、エド・オニール、リコ・ロドリゲス、エリック・ストーンストリート、ソフィア・ベルガラ、アリエル・ウィンター |      |
| 『30 ROCK/サーティー・ロック』                   | スコット・アツィット、アレック・ボールドウィン、カトリーナ・ボウデン、ケヴィン・ブラウン、グリズ・チャップマン、ティナ・フェイ、ジュダ・フリードランダー、ジェーン・クラコウスキー、ジョン・ラッツ、ジェームズ・マースデン、ジャック・マクブレイヤー、トレイシー・モーガン、キース・パウエル |      |
| 『アレステッド・ディベロプメント』               | ウィル・アーネット、ジェイソン・ベイトマン、ジョン・ビアード、マイケル・セラ、デヴィッド・クロス、ポーシャ・デ・ロッシ、アイラ・フィッシャー、トニー・ヘイル、ロン・ハワード、ライザ・ミネリ、アリア・ショウカット、ジェフリー・タンバー、ジェシカ・ウォルター、ヘンリー・ウィンクラー |      |
| 『ビッグバン★セオリー/ギークなボクらの恋愛法則』 | メイム・ビアリク、ケイリー・クオコ、ジョニー・ガレッキ、サイモン・ヘルバーク、クナル・ネイヤー、ジム・パーソンズ、メリッサ・ローチ、ケヴィン・サスマン |      |
| 『veep/ヴィープ』                                | サーフ・ブラッドショー、アンナ・クラムスキー、ゲイリー・コール、ケヴィン・ダン、トニー・ヘイル、ジュリア・ルイス＝ドレイファス、リード・スコット、ティモシー・サイモン、マット・ウォルシュ |      |
| 2014 （第21回）                                  | |      |
| 『オレンジ・イズ・ニュー・ブラック』             | ウゾ・アドゥバ、ジェイソン・ビッグス、ダニエル・ブルックス、ラバーン・コックス、ジャッキー・クルーズ、キャサリン・カーティン、リー・デラリア、ベス・ファウラー、イヴェット・フリーマン、ジャーマー・テレル・ガードナー、キミコ・グレン、アニー・ゴールデン、ダイアン・ゲレロ、マイケル・J・ハーニー、ヴィッキー・ジューディ、ジュリー・レイク、ローレン・ラプクス、 セレニス・レイバ、ナターシャ・リオン、 タリン・マニング、ジョエル・ガーランド、 マット・マクゴーリ、エイドリエン・C・ムーア 、ケイト・マルグルー、エマ・マイルズ、 ジェシカ・ピメンテル、ダーシャ・ポランコ、アリシア・ライナー、ジュディス・ロバーツ、エリザベス・ロドリゲス、バーバラ・ローゼンブラット、 ニック・サンドウ、アビゲール・サヴェージ、テイラー・シリング、コンスタンス・シュルマン、デール・ソウルズ 、ヤエル・ストーン、ロレイン・トゥーサント、リン・トゥッチ、 サミラ・ウィレイ |      |
| 『ビッグバン★セオリー/ギークなボクらの恋愛法則』 | メイム・ビアリク、ケイリー・クオコ、ジョニー・ガレッキ、サイモン・ヘルバーク、クナル・ネイヤー、ジム・パーソンズ、メリッサ・ローチ |      |
| 『ブルックリン・ナイン-ナイン』                  | ステファニー・ベアトリス、ダーク・ブロッカー、アンドレ・ブラウアー、テリー・クルーズ、メリッサ・ファメロ、ジョー・ロー・トルグリオ、ジョエル・マッキノン・ミラー、チェルシー・ペレッティ、アンディ・サムバーグ |      |
| 『モダン・ファミリー』                           | オーブリー・アンダーソ＝エモンズ、ジュリー・ボーウェン、タイ・バーレル、ジェシー・タイラー・ファーガソン、ノーラン・グールド、サラ・ハイランド、エド・オニール、リコ・ロドリゲス、エリック・ストーンストリート、ソフィア・ベルガラ、アリエル・ウィンター |      |
| 『veep/ヴィープ』                                | サーフ・ブラッドショー、アンナ・クラムスキー、ゲイリー・コール、ケヴィン・ダン、トニー・ヘイル、ジュリア・ルイス＝ドレイファス、リード・スコット、ティモシー・サイモン、マット・ウォルシュ |      |
| 2015 （第22回）                                  | |      |
| 『オレンジ・イズ・ニュー・ブラック』             | ウゾ・アドゥバ、マイク・バービグリア、マーシャ・ステファニー・ブレイク､ダニエル・ブルックス、ラバーン・コックス、ジャッキー・クルーズ、キャサリン・カーティン、リー・デラリア、ベス・ファウラー、ジャーマー・テレル・ガードナー、キミコ・グレン、アニー・ゴールデン、ダイアン・ゲレロ、マイケル・J・ハーニー、ヴィッキー・ジューディ、 セレニス・レイバ、 タリン・マニング、エイドリエン・C・ムーア 、ケイト・マルグルー、エマ・マイルズ、マット・ピーターズ､ロリ・ペティ､ ジェシカ・ピメンテル、ダーシャ・ポランコ、ローラ・プレポン、エリザベス・ロドリゲス、ルビー・ローズ、 ニック・サンドウ、アビゲール・サヴェージ、テイラー・シリング、コンスタンス・シュルマン、デール・ソウルズ 、ヤエル・ストーン、 サミラ・ウィレイ |      |
| 『ビッグバン★セオリー/ギークなボクらの恋愛法則』 | メイム・ビアリク、ケイリー・クオコ、ジョニー・ガレッキ、サイモン・ヘルバーク、クナル・ネイヤー、ジム・パーソンズ、メリッサ・ローチ |      |
| Key & Peele                                      | キーガン＝マイケル・キー、ジョーダン・ピール |      |
| 『モダン・ファミリー』                           | オーブリー・アンダーソ＝エモンズ、ジュリー・ボーウェン、タイ・バーレル、ジェシー・タイラー・ファーガソン、ノーラン・グールド、サラ・ハイランド、エド・オニール、リコ・ロドリゲス、エリック・ストーンストリート、ソフィア・ベルガラ、アリエル・ウィンター |      |
| 『トランスペアレント』                           | アレクサンドラ・ビリングス､キャリー・ブラウンスタイン､ジェイ・デュプラス､キャスリン・ハーン､ギャビー・ホフマン､チェリー・ジョーンズ､エイミー・ランデッカー､ジュディス・ライト、ハリ・ネフ、エミリー・ロビンソン、ジェフリー・タンバー |      |
| 『veep/ヴィープ』                                | ディードリック・ベーダー、サーフ・ブラッドショー、アンナ・クラムスキー、ゲイリー・コール、ケヴィン・ダン、トニー・ヘイル、ヒュー・ローリー、ジュリア・ルイス＝ドレイファス、フィル・リーヴス、サム・リチャードソン、リード・スコット、ティモシー・サイモン、サラ・サザーランド、マット・ウォルシュ |      |